# Bem virtual
Bens virtuais são objetos não-físicos adquiridos para utilização em comunidades online ou jogos online. Eles não têm valor intrínseco e, por definição, são intangíveis.
Incluindo presentes digitais, e roupas digitais para avatares, bens virtuais podem ser classificados como serviços em vez de bens, e geralmente são vendidos por empresas que operam redes sociais, sites de comunidade, ou jogos online. A venda de bens virtuais algumas vezes são referidas como microtransações.

## História
Os primeiros bens virtuais a serem vendidos foram itens para utilizar em MUDs. Jogadores vendiam bens virtuais, como espadas, moedas, poções e avatares entre si no setor informal. Enquanto esta prática é proibida na maioria dos jogos online, como World of Warcraft e Everquest, muitos jogos online derivam renda provenientes da venda de bens virtuais.
Quando Iron Realms Entertainment começou a leiloar itens para os jogadores de seu MUD, Achaea: Dreams of Divine Lands, em 1998, tornou-se a primeira empresa a lucrar com a venda de bens virtuais. Mas não foi até meados da década de 2000, com empresas como a coreana Cyworld liderando o caminho, que as vendas de bens virtuais tornaram-se instituídas como esquemas lucrativos.

## Eventos recentes
Em 2009, jogos de redes sociais como Facebook, que primariamente derivam sua renda da venda de bens virtuais, fecharam em US$1 bilhão de dólares e deverá aumentar para 1,6 bilhões em 2010.

## Bem virtual mais valioso
Entropia Universe, um jogo online criado pela empresa sueca MindArk, entrou no Guinness World Records Book em 2004 e 2008 pelo bem virtual mais caro já vendido, e em 2010, uma estação espacial virtual, um destino popular no jogo, foi vendida por US$330 mil dólares.

## Venda ilícita
Enquanto muitas empresas adotaram o dinheiro em troca de bens virtuais, a prática é proibida na maioria dos jogos de sucesso, nos quais os rendimentos derivam de taxas de inscrição. Isto não detém todos os jogadores de economizar tempo jogando para comprar moedas do jogo por dinheiro do mundo real ilicitamente, violando o acordo com o operador do jogo no processo.
Em uma estranha sobreposição, o Estado chinês baniu a prática da compra de produtos do mundo real com a moeda virtual em 2009, algo que se tornou popular em algumas partes deste país.